# Liste de plantes des prés et des champs
 (décembre 2013).
Si vous disposez d'ouvrages ou d'articles de référence ou si vous connaissez des sites web de qualité traitant du thème abordé ici, merci de compléter l'article en donnant les références utiles à sa vérifiabilité et en les liant à la section « Notes et références ».

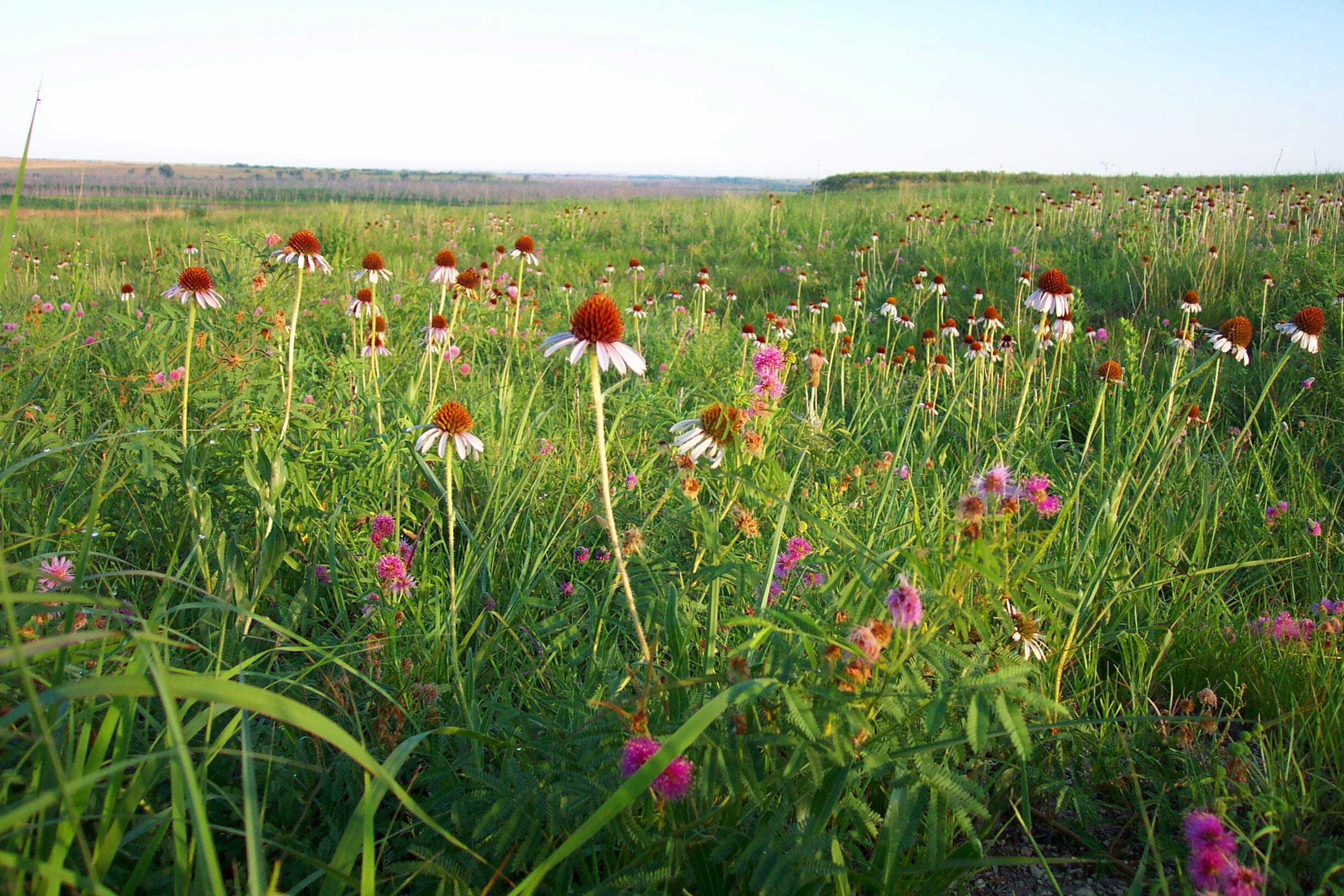
Une prairie au Kansas.

Les champs et les prairies sont des milieux, en général, entièrement transformés par l'homme. Ils regroupent un nombre relativement réduit d'espèces végétales (en moyenne 50 à 60), et parfois l'écosystème est encore moins diversifié.

## Liste des plantes des champs et des prairies
Cette liste concerne plus spécialement l'Europe de l'Ouest.
- Agrostis blanche, graminée
- Aigremoine (Agrimonia eupatoria), rosacée
- Avoine (Avena sativa), graminée
- Bardane (Arctium lappa), composée
- Betterave (Beta vulgaris), chénopodiacée
- Blé (Triticum aestivum), graminée
- Bleuet des champs (Centaurea cyanus), composée, appelée aussi barbeau, casse-lunettes
- Bourse-à-pasteur (Capsella bursa-pastoris), brassicacée
- Brize intermédiaire (Briza media), graminée, appelée aussi amourette commune
- Chicorée (Cichorium intybus), composée
- Chiendent dénomination commune pour (Cynodon dactylon) le vrai chiendent, graminée, mais aussi pour (Agropyrum repens), (Baldingera) et (Andropogon)
- Cirse des champs (Cirsium arvense), chardon
- Colchique d'automne (Colchicum autumnale), liliacée
- Colza (Brassica napus), brassicacée
- Coquelicot (Papaver rhoeas), papavéracée
- Dactyle pelotonné (Dactylis glomerata), graminée
- Fléole des prés (Phleum pratense), graminée
- Fumeterre officinale (Fumaria officinalis), fumariacée
- Genêt à balais (Cytisus scoparius), fabacée
- Jonc (Juncus communis), juncacée
- Linaire commune (Linaria vulgaris), scrofulariacée
- Liseron des champs (Convolvulus arvensis), convolvulacée
- Maïs (Zea mays), poacée
- Matricaire (Matricaria matricarioïdes), composée, mais aussi :
  - Grande camomille (Tanacetum parthenium)
- Mouron des champs (Anagallis arvensis), primulacée
- Orge (Hordeum distichum), graminée
- Oseille (Rumex acetosa), polygonacée, appelée aussi aigrette, surelle, surette, patience et vinette.
- Pâturin des prés (Poa pratensis), graminée
- Plantain majeur (Plantago major), plantaginacée
- Pomme de terre (Solanum tuberosum), solanacée
- Prêle des champs (Equisetum arvense), équisétacée, appelée aussi queue de renard
- Renoncule âcre (Ranunculus acris), renonculacée, appelée aussi bouton d'or
- Seigle (Secale cereale), graminée
- Séneçon commun (Senecio vulgaris), astéracée
- Trèfle blanc (Trifolium repens), fabacée, appelée aussi trèfle rampant.

Voir aussi : Flore des Alpes | Flore des Pyrénées | Plantes utilisées en phytothérapie | Familles de plantes à fleurs | Classement des cultures par groupes d'usage | Liste des plantes cultivées | Liste des principales mauvaises herbes